# 出雲郡
出雲郡是過去屬於出雲國的郡。已於1896年4月1日合併為簸川郡。
廢除前的範圍現在已全數合併為出雲市（旧斐川町）。

## 歷史

### 年表
- 1889年4月1日：實施町村制，出雲郡下轄：莊原村、出西村、出東村、伊波野村、直江村、久木村。（6村）
- 1896年4月1日：神門郡、楯縫郡、出雲郡合併為簸川郡。